# 貨幣博物館 (日本)

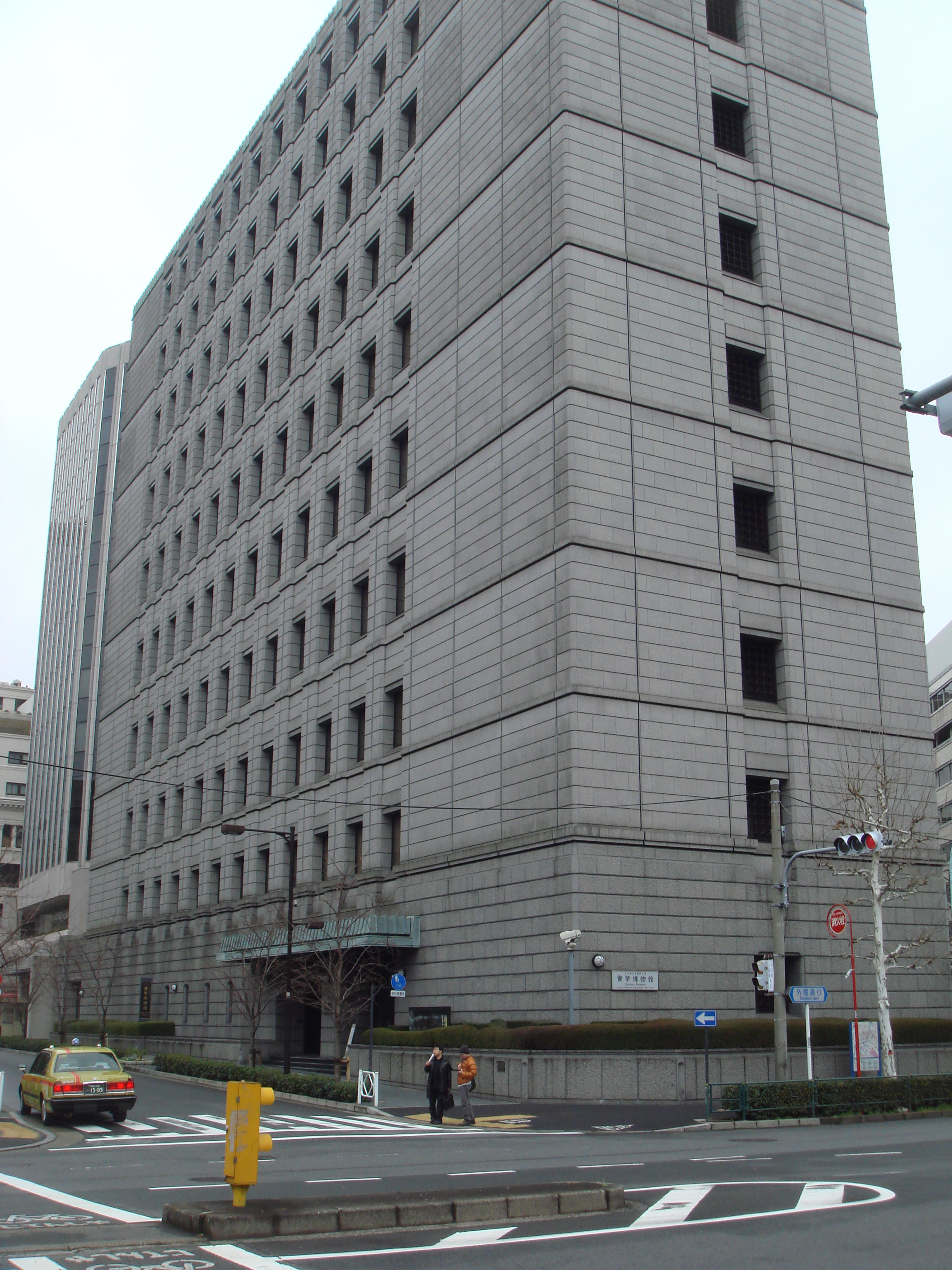
博物馆的大楼

貨幣博物館（日语：かへいはくぶつかん）是一家位於日本銀行金融研究所內第二層的博物館，和日本銀行本店相鄰，收藏有約20萬件藏品。

## 历史
貨幣博物館創建於1982年日本銀行設立100週年紀念之際，並在1985年11月正式開館。

## 外部連結
- 日本銀行 （页面存档备份，存于） （日語） Bank of Japan （页面存档备份，存于） （英文）
  - 金融研究所 （页面存档备份，存于） （日語）
    - 貨幣博物館 （页面存档备份，存于） （日語）